# Przyborze (województwo pomorskie)

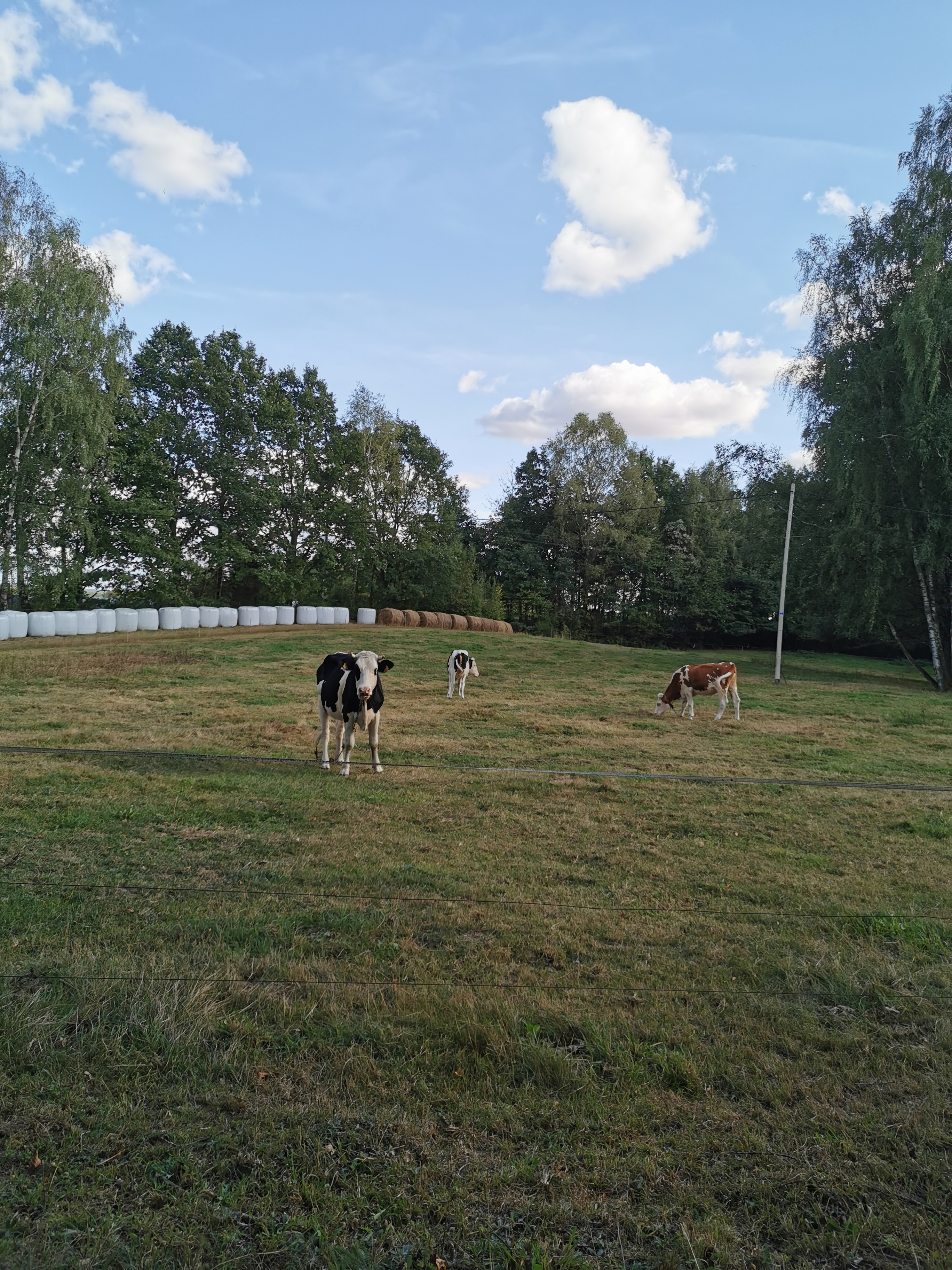
Rolniczy krajobraz w Przyborzu

Przyborze (kaszb. Przëbòrzé) – wieś w Polsce położona w województwie pomorskim, w powiecie bytowskim, w gminie Kołczygłowy
W latach 1975–1998 miejscowość położona była w województwie słupskim.
Niewielka wieś na skraju obszaru Pojezierza Bytowskiego, zaledwie 19 mieszkańców wykazano w spisie powszechnym z roku 2011.